# 笑ってサヨナラ'80・'81東西BEST漫才!
『笑ってサヨナラ'80・'81東西BEST漫才!』（わらってサヨナラはちじゅう・はちじゅういちとうざいベストまんざい）は、1980年12月31日と1981年12月31日にTBS系列局で特別番組として放送された演芸番組である。正式タイトルは『笑ってサヨナラ'××東西BEST漫才!』（「××」の箇所には西暦下2桁が入る）。

## 概要
1980年に起こった漫才ブームの最中、それまであまり漫才を扱う番組を放送してこなかったTBSが年末特番として編成した番組である。番組は日本青年館からの生中継で行われていた。

## 放送時間
いずれもJST。'80版の方が5分遅れたのは、21:00 - 21:05に『元日のお天気』（『関東地方あしたのお天気』の年末版）の放送があったためである。
- 水曜 21:05 - 23:25 （'80版）
- 木曜 21:00 - 23:25 （'81版）

## 出演者

### 司会
- 横山やすし・西川きよし

### 出演漫才師
- 獅子てんや・瀬戸わんや
- ツービート
- ザ・ぼんち
- 島田紳助・松本竜介
- レツゴー三匹
- オール阪神・巨人
- ちゃっきり娘
- コント・ラッキー7
- 正司敏江・玲児
- 春やすこ・けいこ
- 今いくよ・くるよ
- ヒップアップ
- 太平サブロー・シロー